# Christlichnationaler Gewerkschaftsbund der Schweiz

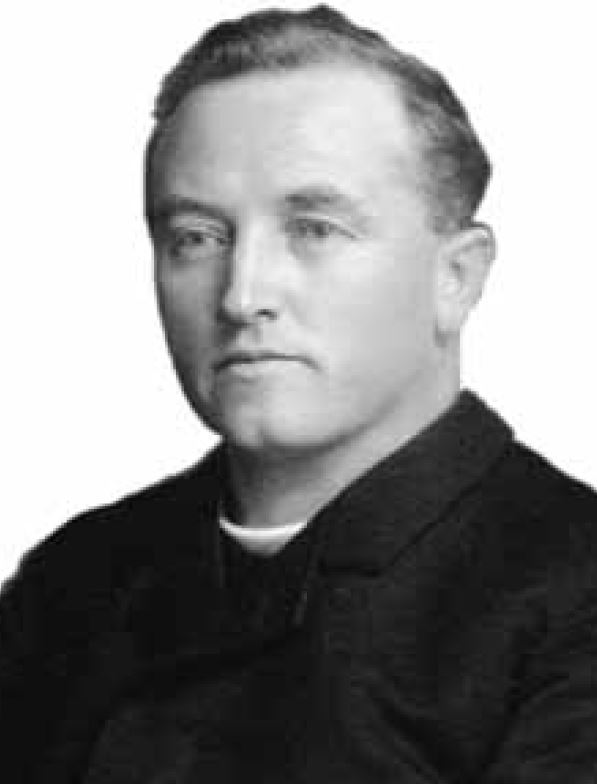
Johann Baptist Jung

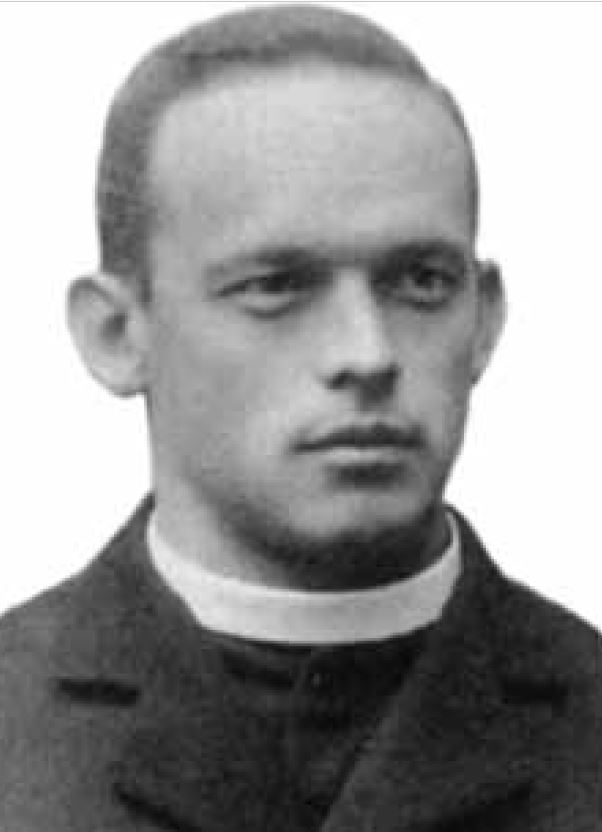
Alois Scheiwiler 1907

Der Christlich Nationale Gewerkschaftsbund der Schweiz (CNG) war die zweitgrösste Arbeitnehmerorganisation der Schweiz. Er war ein Dachverband, der im Jahre 2000 sechs christliche Berufsverbände und kantonale christliche Gewerkschaftsvereinigungen umfasste. Der Sitz des CNG war ab 1953 in Bern. Der CNG war politisch neutral und interkonfessionell, wobei das katholische Element dominierte. Er war Mitglied im Europäischen Gewerkschaftsbund. 2002 schlossen sich der CNG und die Vereinigung schweizerischer Angestelltenverbände (VSA) in der neuen Dachorganisation Travail.Suisse zusammen.

## Geschichte
Die Ursprünge des CNG gehen auf die in den 1890er Jahren entstandenen katholischen Arbeitervereine zurück, die jedoch mehr Bildungsvereine als Gewerkschaften waren. Im zweiten, Neuen Schweizerischen Arbeiterbund von 1887 waren auch die konfessionellen Gewerkschaften vertreten.
1899 wurde in St. Gallen mit kirchlicher Unterstützung der erste christlichsoziale Arbeiterverein der Schweiz gegründet. Die Christlichsozialen wurden bis zum Ende des Ersten Weltkrieges die zweitstärkste Kraft innerhalb der schweizerischen Arbeiterbewegung. Die beiden Geistlichen Johann Baptist Jung, Religionslehrer an der Kantonsschule St. Gallen, und Alois Scheiwiler, der spätere Bischof von St. Gallen waren bis über den Ersten Weltkrieg hinaus die führenden Köpfe.
Um die Entstehung von eigentlichen katholischen Gewerkschaften zu verhindern, forderte der Arbeiterbund und Hermann Greulich auf dem Parteitag von 1899 den Schweizerischen Gewerkschaftsbund (SGB) auf, sich zu einer politisch und religiös neutralen Organisation umzuwandeln. Als trotz der Neutralitätsbestimmungen in den Statuten des SGB weitere katholische Gewerkschaften entstanden, lehnte es der SGB-Kongress von 1904 ab, diese anzuerkennen und aufzunehmen. Dies führte zur Spaltung der Gewerkschaftsbewegung und zum Ende einer Einheitsgewerkschaft.
Der CNG wurde am 12. Mai 1907 im Neuwiesenhof in Winterthur unter dem Namen Christlichsozialer Gewerkschaftsbund (CSG), in Abgrenzung zum Schweizerischen Gewerkschaftsbund, als Dachorganisation eines katholischen Arbeiter- und Arbeiterinnenvereins, von Selbsthilfeinstitutionen und einer christlichen Gewerkschaft mit rund 4.500 Mitgliedern gegründet. Anstoss und Vorbild zu seiner Gründung waren die Sozialenzyklika Rerum novarum und Christliche Gewerkschaften in Deutschland. Er berief sich auf die christliche Soziallehre und -ethik und grenzte sich vom klassenkämpferischen SGB ab.
Während des Ersten Weltkriegs kam es zu einer gewissen Zusammenarbeit mit dem SGB, wobei die Meinungen in der Streikfrage auseinandergingen. Der CNG distanzierte sich 1918 vom Streikaufruf des Oltener Aktionskomitees. In der Folge traten alle katholischen bzw. christlichsozialen Organisationen aus dem Neuen Schweizerischen Arbeiterbund aus, weil dieser den Landesgeneralstreik unterstützt hatte.
Der CNG lehnte sich an den 1919 gegründete Christlichsozialen Arbeiterbund (CAB) an und übernahm nach dessen Umwandlung in den Dachverband Christlicher Sozialbewegung der Schweiz (CSB) die Führung dieser Bewegung. 1921 erfolgte die Umbenennung des CSG in Christlichnationaler Gewerkschaftsbund der Schweiz (CNG).
Mit dem Friedensabkommen vom 19. Juli 1937 zwischen dem Arbeitgeberverband schweizerischer Maschinen- & Metall-Industrieller und dem Schweizerischen Metall- und Uhrenarbeiterverband, dem Schweizerischen Verband evangelischer Arbeiter und Angestellter (SVEA) und dem Christlichen Metallarbeiter Verband der Schweiz (CMV) verpflichteten sich diese, im Sinne der vom CNG propagierten Sozialpartnerschaft, ihre Probleme auf dem Weg von Verhandlungen zu lösen und auf Kampfmassnahmen (Streik) zu verzichten.
Während die Gründungsmitglieder eng mit der römisch-katholischen Kirche und der Christdemokratie zusammenarbeiteten, entwickelte sich der CNG in den 1990er Jahren zu einer parteipolitisch und konfessionell unabhängigen christlichen Gewerkschaftsorganisation.

## Ziele und Tätigkeiten des Vereins
Der CNG propagierte die Sozialpartnerschaft, distanzierte sich von Kapitalismus und Sozialismus, und wollte im Rahmen der demokratischen Ordnung und der sozialen Marktwirtschaft für Reformen kämpfen. In der Familie sah er die wichtigste Vergemeinschaftungsform, welche besonderen Schutz geniessen sollte.
Das Hauptziel des CNG war die Hebung der geistigen und wirtschaftlichen Lage der Arbeiterschaft auf der Grundlage eines gerechten Ausgleichs zwischen Arbeitgeber und Arbeitnehmer. Dieses sollte auf gewerkschaftlicher, sozialpolitischer und genossenschaftlicher Ebene erreicht werden.
Zu den gewerkschaftlichen Zielen zählten eine angemessene Verkürzung der Arbeitszeit, ein gerechter Arbeitslohn und der Schutz von Sittlichkeit, Gesundheit und Leben der Arbeiterschaft. Sie sollten hauptsächlich durch soziale Schulung, die Pflege eines Unterstützungswesens und der Mitwirkung bei der Regelung des Arbeitsverhältnisses und beim Abschluss von Tarifverträgen erreicht werden.
Das sozialpolitische Ziel war die Beschäftigung mit den praktischen Fragen der Sozialpolitik unter Ausschaltung jeglicher Parteipolitik. Sozialpolitische Massnahmen sollten unterstützt werden, wenn sie imstande wären, vorhandene Missstände zu beseitigen und die Gerechtigkeit im Wirtschaftsleben zu fördern. Auf kommunaler, kantonaler und eidgenössischer Ebene wurden beim ersten Kongress von 1907 folgende Programmpunkte genannt: Erstellung billiger Wohnungen, die Einführung von Einigungs-, Arbeits- und Wohnungsämter, die Erleichterung der Einbürgerung von Ausländern, die Verstaatlichung der Gebäude- und Mobiliarversicherung, Aufstellung von Arbeiterschutzgesetzen und Einführung kantonaler Fabrikinspektorate, Subventionierung der gewerkschaftlichen Arbeitslosenkassen, Einführung der Kranken- und Unfallversicherung, Revision des Fabrikgesetzes, Subventionierung der Kantone für eine Alters- und Invalidenversicherung.
Das Genossenschaftswesen sollte die gewerkschaftlich errungene Lohnerhöhung dem Arbeiter mit der Steigerung der Kaufkraft des Einkommens sichern. Das Ziel sollte in genossenschaftlicher Selbsthilfe durch genossenschaftliche Organisationen des Konsums und der Produktion erreicht werden.
In den 1950er Jahren begannen die Gewerkschaften sich mit der Armut in der Dritten Welt zu solidarisieren. 1956 gründete die Katholische Arbeitnehmer-Bewegung (KAB Schweiz) ihr offizielles Solidaritätswerk Brücke der Bruderhilfe mit Sitz in Zürich. Eine der ersten Solidaritätsaktionen war eine Tellersammlung beim CNG-Kongress 1957 in Zürich.
1971 unterstützte der CNG gemeinsam mit dem SGB und dem Schweizerischen Verband evangelischer Arbeitnehmer (SVEA) eine Initiative, welche die Mitbestimmung der Arbeitnehmer im Betrieb forderte. Ab den 1980er Jahren befasste sich der CNG mit der Humanisierung der Arbeit, der Arbeitsplatzsicherheit sowie mit Beschäftigungs- und familienbezogener Sozialpolitik.

## Mitgliederstruktur
Wie im SGB stellten auch im CNG die Metallarbeiter sowie die Bau- und Holzarbeiter die mitgliederstärksten Einzelgewerkschaften. Der CNG hatte einen hohen Frauenanteil, 1920 waren über 40 % der Mitglieder weiblich. Die Gewerkschaften im CNG, in denen katholische Arbeiter und Angestellte organisiert waren, bildeten eine Mehrheit, die evangelisch-reformierten eine Minderheit.

## Mitglieder mit Beitrittsjahr
Gründungsmitglieder von 1907:
- Christlicher Holzarbeiterverband der Schweiz (CHV)
- Christlicher Metallarbeiterverband der Schweiz (CMV)

Der CNG umfasste im Jahre 2000 sechs christliche Berufsverbände und kantonale christliche Gewerkschaftsvereinigungen:
- Schweizerischer Verband evangelischer Arbeitnehmer (SVEA), Beitrittsjahr 1982 (4.000 Mitglieder)
- Verband Transfair (Gewerkschaften des christlichen Verkehrs- und Bundespersonals), Beitrittsjahr 2000 (18.000 Mitglieder)

Die folgenden Organisationen schlossen sich 1998 zur Syna zusammen, die sich mit insgesamt 80.000 Mitgliedern unter das Dach des CNG stellten:
- Christlicher Holz- und Bauarbeiterverband (CHB), als CHV seit 1907 beim CNG
- Christliche Gewerkschaft für Industrie, Handel und Gewerbe (CMV), als CMV seit 1907 beim CNG
- Schweizerische Grafische Gewerkschaft (SGG)
- Landesverband Freier Schweizer Arbeitnehmer (LFSA) (18.000 Mitglieder)